# Hemeroplanis parallela
Hemeroplanis parallela är en fjärilsart som beskrevs av Smith 1907. Hemeroplanis parallela ingår i släktet Hemeroplanis och familjen nattflyn. Inga underarter finns listade i Catalogue of Life.